# العنف الأسري ضد الرجال

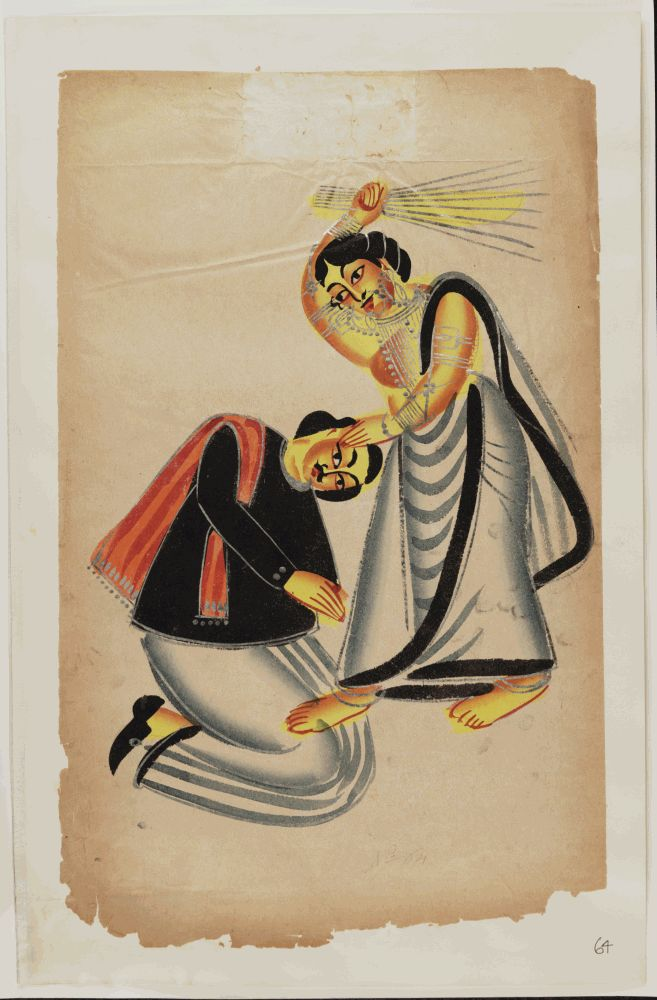
لوحة «امرأة تضرب رجلاً بالمكنسة»، كلكتا، الهند، 1875

العنف الأُسري ضد الرجال هو العنف المنزلي الذي يعاني منه الزوج أو الأولاد ضمن محيط الأسرة، سوائ في إطار الزواج أو المساكنة. وكما هو الحال بالنسبة للعنف الأُسري ضد المرأة؛ يُعتبر العنف الأُسري ضد الرجل جريمة أيضًا، مع اختلاف القوانين بين الولايات القضائية.
قد يواجه الرجال الذين يبلّغون عن العنف الأُسري وصمة عار اجتماعية بسبب اتهامهم بنقص رجولتهم، أو توجيه إهانات أخرى لذكوريتهم، ويُعتبر عنف الشريك الحميم ضد الرجال أقل مُلاحظة بشكل عام من قبل المجتمع من عنف الشريك الحميم ضد النساء، وهذا يضع عائقًا آخرًا أمامهم للتبليغ عن الحالة. 
الانتشار النسبي لعنف الشريك الحميم ضد الرجال مقارنة مع النساء موضع خلاف كبير بين الدراسات المختلفة؛ لاسيما مع عدم وجود بيانات على الإطلاق في بعض البلدان، ويعتقد الباحثون أن العدد الحقيقي للضحايا الذكور قد يكون أكبر مما تشير له الإحصاءات المأخوذة من السجلات القضائية؛ بسبب وجود عدد من الذكور الذين لا يبلغون عن الإساءة.
يُعتبر كل من العنف الأسري ضد الرجال والنساء من بين أكثر الجرائم التي لا يُبلّغ عنها في جميع أنحاء العالم.
العنف ضد الرجال موضوع بحث مثير للجدل، فوجود مصطلحات مثل التناظر بين الجنسين، ومتلازمة الزوج المُنتهك، وعنف الشريك الحميم ثنائي الاتجاه يثير الكثير من النقاش.

## الانتشار

### الصعوبات في التقدير
من الصعب تحديد معدل عنف الشريك الحميم ضد الرجال بسبب عدم إبلاغ الرجال عن سوء المعاملة، أو طلبهم للمساعدة، فقد يواجه الضحايا قضايا اجتماعية وثقافية، كالإدانة من قبل أقرانهم الذكور، أو خوفهم من اعتبارهم مثليين، أو حتى التشكيك في ذكوريتهم، وعادة ما يُلاحظ عنف الشريك الحميم ضد الرجال بشكل أقل منه عند النساء.
ومن ناحية أخرى، يعترف العديد من الذكور المُساء إليهم بأنهم الضحية، فمثلًا غالبًا ما أشار أو جي سيمبسون إلى نفسه بأنه زوج يتعرض للضرب، لكن في مثل هذه الحالات قد يؤدي الإبلاغ عن الإساءة إلى تعريض نفسهم للضرب، ويخشى بعض الضحايا الذكور أن يفترض الآخرين بأن المرأة هي الضحية الحقيقية، وأن ما تقوم به هو للدفاع عن نفسها، أو للانتقام من إساءة معاملة الشريك لها.
أظهر الباحثون وجود درجة من القبول الاجتماعي والثقافي بأن أذية النساء للرجال هي رد للأذية التي بدأها الرجال ضد النساء، وقد تبين أن عنف الشريك الحميم الذي يمارسه الرجال ضد النساء يسبب خوفًا، وإصابات شديدة أكثر مما يسببه عنف النساء ضد الرجال، مما لا يجعل الرجل يدرك بأنه ضحية، و/أو ألّا يدرك أن عنف الشريك الحميم الذي يتعرض له جريمة.
وبيّن بعض الباحثين بأن المرأة التي تعتدي على شريكها أكثر عرضة لتجنب الاعتقال من الرجل الذي يعتدي على شريكته، وذلك بسبب ميل وكالات تحقيق القانون والمحاكم إلى اعتبارهنّ ضحايا، ولذلك يخشى بعض الرجال من الاعتقاد بأنهم المعتدين، واعتقالهم في حال أبلغوا الشرطة.
تشير الإحصائيات إلى أن عدم الإبلاغ عن الحالة يشكل مشكلة كبيرة بغض النظر عن جنس المُعتدى عليه، فمثلًا نشرت الدراسة البحثية 191 التي أجرتها وزارة الداخلية لعام 1995 في إنكلترا وويلز (والتي أجريت كدراسة تكميلية للمسح البريطاني للجريمة) وقوع 6.6 مليون حادثة عنف شريك حميم خلال الإثني عشر شهرًا المنصرمين، مقارنة ب 987000 حادثة اكتشفتها دراسة مسح الجريمة، وكان الاختلاف في التقريرين أن الدراسة 191 كانت استبيان لعينة تمثيلية عشوائية من الأشخاص، أما دراسة مسح الجريمة اعتمدت على أرقام من سجلات الجرائم، أي الحالات الفعلية التي أبلغ عنها ضحايا عنف الشريك، وقد سجلت الدراسات التكميلية التي أجريت منذ عام 2001 حتى 2004 باستمرار معدلات أعلى لعنف الشريك (المُرتكب ضد الرجال والنساء على حد سواء) مقارنة مع الدراسات الاستقصائية للجريمة.
وبحسب تقرير عامَي 2010 و 2011 فإن 27% من النساء اللواتي عانين من عنف الشريك الحميم أبلغن الشرطة، في حين 10% فقط من الرجال الذين عانوا من عنف الشريك الحميم أبلغوا الشرطة، وفي حين أبلغ 44% من النساء لبعض المنظمات المهنية؛ فقط 19% من الرجال فعلوا ذلك.
بحسب تقرير المجلس الوطني للجريمة في جمهورية أيرلندا الذي صدر عام 2005 أبلغ حوالي 5% من الرجال الذين عانوا من عنف الشريك الحميم، مقارنة ب 29% من النساء.

### تقديرات أذيّة الذكور
في إنكلترا وويلز، صدرت العديد من التقارير، منها تقرير عام 2005 من قبل المجلس الوطني للجريمة في بريطانيا الذي يبين أن 15% من النساء، و6 % من الرجال تعرضوا لعنف شديد من الشريك في حياتهم، أي ما يعادل حوالي 213000 امرأة و 88000 رجل، وفي أيرلندا الشمالية، احتوت سجلات الشرطة على 2525 حالة إبلاغ عن ضحايا العنف الأسري من الذكور في عام 2012، بزيادة قدرها 259 حالة عن عام 2011.
في عام 2012، صدرت دراستان سويديتان أظهرت أن الرجال عانوا من عنف الشريك الحميم بمعدلات مماثلة للنساء بنسبة 8% سنويًا في دراسة، و 11% سنويًا في دراسة أخرى.

## التناظر بين الجنسين
سميت النظرية القائلة أن معدلات عنف المرأة تجاه الشريك مطابقة تقريبًا لما هي عليه عند الرجل بالتناظر بين الجنسين، وقُدّم أوّل دليل تجريبي على التوازي بين الجنسين في الدراسة الاستقصائية الوطنية للعنف العائلي لعام 1975 التي أجراها موراي أ. ستراوس وريتشارد ج. جيلز في الولايات المتحدة على عينة تضم 2146 أسرة سليمة، وجد الاستطلاع أن 11.6% من النساء، و12% من الرجال عانوا من عنف الشريك خلال الأشهر الإثني عشر الماضية، و4.6% من الرجال، و3.8% من النساء عانوا من عنف شديد من الشريك، ودفعت هذه النتائج غير المتوقعة سوزان ك. شتاينمتنر إلى صياغة المصطلح المثير للجدل «متلازمة الزوج المُنتهك» في عام 1977.
ومنذ عام 1975 وجدت العديد من الدراسات التجريبية الأخرى أدلة على التناظر بين الجنسين في كل من إنكلترا وويلز والولايات المتحدة وكندا.
ويشكّل مفهوم عنف الشريك الحميم المُتبادل أو ثنائي الاتجاه (أي عندما يتبادل كلا الطرفين أعمال عنف ضد بعضهما البعض) أحد الجوانب المثيرة للجدل في هذا الموضوع، فالنتائج (في حال قبولها) قد تساعد على تقويض أحد أهم أسباب عنف الشريك الذي ترتكبه الأنثى؛ ألا وهو الدفاع عن النفس بمواجهة الشريك المُتحكم، وقد وجدت الناشطة الاجتماعية إرين بيزي، التي أنشأت أول ملجأ للنساء في المملكة المتحدة في عام 1971، أن 62 من أول 100 امرأة من اللواتي قُبلن في المركز وكُنّ عرضة للعنف، كنّ عنيفات تمامًا مثل الرجال الذين تركوهم.
أجرى فيليب كوك في عام 1997 دراسة على 55000 من أفراد القوات المسلحة للولايات المتحدة، ووجدوا ثنائية الاتجاه في 60 إلى 64% من حالات عنف الشريك الحميم المُسجّلة من قبل رجال ونساء.
في عام 2000، أجرى جون آرتشر تحليلًا تلويًا لـ 82 دراسة حول عنف الشريك الحميم، ووجد أن النساء أكثر عرضة من الرجال بقليل لاستخدام واحد أو أكثر من أفعال الاعتداء الجسدي، ولتكرار مثل هذه الأفعال بشكل أكبر، وكان الرجال أكثر عرضة لإلحاق الأذى، وكان 62% من المصابين بأذى من قبل الشريك من النساء.
هناك اتفاق عام بين الباحثين على أن عنف الذكور هو ظاهرة أكثر خطورة، لأنه يميل إلى إلحاق ضرر نفسي وجسدي أكثر من عنف النساء، وينتج عن عنف الرجال أذى أكثر بستة أضعاف مقارنة بعنف النساء.

## متلازمة الزوج المُنتهك
إن أكثر ما يثير الجدل في موضوع عنف الشريك الحميم هو نظرية متلازمة الزوج المُنتهك، فقد كتبت سوزان شتاينمنتر في عام 1977 مقالًا صاغت فيه المصطلح باعتباره مترابط مع متلازمة الزوجة المُنتهكة.
وكان هناك بعض النقد الذي تعرضت له شتاينميتز حول الموضوع، وخاصة أنها لم تميز بين الاعتداء اللفظي والجسدي، أو بين الفعل والنيّة؛ أي هل تتساوى الرغبة في الضرب مع الضرب الفعلي.

## أسباب عنف الشريك الحميم الذي ترتكبه النساء
كتبت ليندا كيلي أن استخدام النساء للعنف له ما يبرره، كالدفاع عن النفس من عنف الشريك الذكر، ويكون السبب بذلك أن الذكر هو الذي اعتدى في البداية، وهنّ الضحايا، ومن الأسباب الأخرى الغضب، والدفاع عن النفس، والانتقام، والهيمنة الذكورية على الأسرة، وعدم كفاية مهارات إدارة الغضب، واضطرابات الشخصية المعادية للمجتمع، واضطرابات الشخصية الحديّة، وتعاطي المخدرات، والتاريخ الإجرامي، واضطرابات الكرب التالية للصدمة، والاكتئاب، ومشاكل التواصل، والغيرة، والتعرّض لأذية جنسية أثناء الطفولة، والإجهاد، والتقبل العام لعنف الشريك.
وجدت العديد من الدراسات أن نسبة قليلة من النساء يعرّفن العنف ضد الشريك بأنه بهدف الدفاع عن النفس، وبحسب شتراوس الرغبة الأساسية لعنف الشريك الحميم ضد الرجل هي السيطرة على الشريك وليس الدفاع عن النفس.

## النقد
رفض العديد من النقاد ما استشهد به ناشطو حقوق الرجال، وعارضوا ادعاءاتهم بتساوي نسبة العنف بين الجنسين، وادعوا بأن ذلك بهدف تقليل أهمية قضية عنف الرجال ضد النساء.
وجدت مراجعة نشرت عام 2011  في مجلة العنف والضحايا أنه على الرغم من تساوي نسبة العنف أو المشاجرة ذات الخطورة المنخفضة بين الجنسين، إلا أن انتهاكات الرجال كانت أكثر خطورة وعنفًا.

## استجابات
وسعت خدمات الشرطة في مناطق مختلفة من برامجها، ووحدات الاستجابة لديها لمواجهة العنف الأسري في محاولة للتعامل مع عنف الشريك الحميم ضد الرجال، وأُنشأت ملاجئ مخصصة للرجال في المملكة المتحدة، إذ يوجد منذ عام 2010 ستون مكانًا للجوء متاحة للرجال في جميع أنحاء إنكلترا وويلز، مقارنة بـ 7500 مكانًا للنساء.